# Перепись Молдавий 1772—1773
Перепись населения Молдавий 1772-1773 годов — проводилась под командованием генерал-фельдмаршала Петра Румянцева-Задунайского, исполнение приказа было поручено главе российской военной оккупационой администрации в Молдавии генерал-майору Александру Римскому-Корсакову. Целью переписи была оценка людских и материальных ресурсов Молдовы для снабжения царской армии в войне с Османской империей.
Документы переписи хранятся в Российском Государственном Архиве Древних Актов в фонде № 293 под названием «Молдавские и Мунтянские дела». Дело № 200 (212 листов с текстом на обеих страницах) содержит материалы переписи 1772-1773 годов. Оригиналы материалов переписи 1772-1773 годов, написанные на старорумынском языке до наших дней не сохранились, в архиве хранятся копии русских переводов, но и они не полные. Из 23 цинутов уцелели ведомости следующих: Ботошанского, Васлуйокого, Греченского, Дорохойского, Ковурлуйского, Кодрского, Кымпулунг-Черновицкого, Кырлигатурокого, Нямецкого, Орхейского, Романского, Сорокского, Сучавского, Текучского, Тутовокого, Фалчиуского, Хотинского, Черновицкого и Ясского. Отсутствуют они по Бэкэускому, Путнянскому и Кымпулунг-Сучавскому цинутам. Ведомооти Ботошанского, Васлуйского, Греченского, Ковурлуйокого, Сорокского, Хотинского и Черновицкого цинутов сохранились в двух идентичных экземплярах.

## Результаты
| №     | Цинут                 | Дата представления ведомости | Исправник подписавший ведомость                           | Количество селении | Количество домохозяйств |
| ----- | --------------------- | ---------------------------- | --------------------------------------------------------- | ------------------ | ----------------------- |
| 1     | Хотинский             | 25 декабря 1772              | второй вистиерник Штефан Хурмузаки, Константин Кирилович  | 151                | 7129                    |
| 2     | Ботошанский           | 12 декабря 1772              | меделничер Константин Вырнав, питар Константин Крупенский | 48                 | 2311                    |
| 3     | Ковурлуйский          | 22 декабря 1772              | второй пахарник Константин Негре, второй комис Фотаки     | 60                 | 2859                    |
| 4     | Черновицкий           | 16 января 1773               | пахарник Имбо, староста Илие Хиреску                      | 117                | 6753                    |
| 5     | Сорокский             | 13 января 1773               | клучер Григоре Нежел, капитан Мануил Фуркулица            | 111                | 7441                    |
| 6     | Кодрский              | 13 декабря 1772              | капитан Раду                                              | 4                  | 131                     |
| 7     | Романский             | 5 мая 1773                   | меделничер Некулче                                        | 85                 | 3294                    |
| 8     | Лэпушна-Оргеевский    | 10 января 1773               | сердар Константин Рышкан, спэтар Константин Доничи        | 169                | 5050                    |
| 9     | Кымпулунг-Черновицкий | 7 октября 1772               | ворник Михай Стырча                                       | 9                  | 936                     |
| 10    | Текучский             | 10 декабря 1772              | исправник Константин Негри                                | 85                 | 4099                    |
| 11    | Кырлигатурский        | 12 ноября 1772               | стольник Гаврил Миклеску                                  | 44                 | 987                     |
| 12    | Васлуйский            | 13 декабря 1772              | пахарник Санду Миклеску                                   | 95                 | 1849                    |
| 13    | Путнянский            | 20 января 1773               | староста Янку Разу, староста Николай Русет                | 99                 | 4384                    |
| 14    | Вранченский           | 20 января 1773               | полковник Стамати                                         | 15                 | 647                     |
| 15    | Бэкэуский             | 19 декабря 1772              | меделничер Манолаке Хрисоверги                            | 93                 | 5074                    |
| 16    | Ясский                | 4 марта 1773                 | бан Василе Костаки, Нежел                                 | 141                | 4269                    |
| 17    | Дорохойский           | 25 декабря 1772              | комис Василе Яманди, армаш Никули                         | 57                 | 2550                    |
| 18    | Тутовский             | 17 апреля 1773               | пахарник Александр Рышкан                                 | 101                | 4543                    |
| 19    | Хырлэуский            | 31 декабря 1772              | купар Иоан Канано, армаш Иордаке Лука                     | 77                 | 3045                    |
| 20    | Фалчиуский            | декабрь 1772                 | житничер Василе Адам, пахарник Янку Гречан                | 67                 | 2599                    |
| 21    | Сучавский             | 20 мая 1773                  | комис Михай Стурза                                        | 207                | 8507                    |
| 22    | Кымпулунг-Сучавский   | 29 декабря 1772              | ворник Ангелаки                                           | 14                 | 1634                    |
| 23    | Нямецкий              | 20 декабря 1772              | пахарник Илие Русет                                       | 171                | 9445                    |
| 24    | Греченский            | 20 ноября 1772               | капитан Штефан Буджак                                     | 11                 | 735                     |
| Всего | Всего                 | Всего                        | Всего                                                     | 2031               | 90327                   |